# Liga de Campeones de la UEFA 2002-03
La Liga de Campeones de la UEFA 2002-03 fue la 48.ª edición en la historia de la competición. Se disputó entre julio de 2002 y mayo de 2003, con la participación inicial de 72 equipos, representantes de 48 federaciones nacionales diferentes.
La final, a partido único, tuvo lugar el miércoles, 28 de mayo de 2003 en el estadio Old Trafford de Mánchester, en Inglaterra. En ella se enfrentaron el Milan y la Juventus. Tras empatar 0 a 0 tanto en los 90 minutos reglamentarios como en la prórroga, el equipo rossonero venció en la tanda de penales por 3-2. Por otro lado, la Juventus igualaba el récord del Benfica portugués de cinco finales perdidas.
Por otra parte el FC Spartak de Moscú se convirtió en el peor equipo del torneo, ya que fue el único equipo que no pudo sumar puntos en su grupo, perdiendo todos los partidos anotando un solo gol y recibió 19 goles en contra.
Clarence Seedorf se convirtió en uno de los 2 jugadores en ganar la Copa de Europa con 3 equipos distintos: Ajax Ámsterdam, Real Madrid y Milan.

## Rondas previas de clasificación

### Primera ronda
El sorteo se realizó el 21 de junio del 2002 en Ginebra
Los partidos se disputaron el 17 y 24 de julio del 2002.
| Equipo local ida    | Resultado | Equipo visitante ida | Ida | Vuelta |
| ------------------- | --------- | -------------------- | --- | ------ |
| Hibernians FC       | 3:2       | Shelbourne FC        | 2:2 | 1:0    |
| FC Torpedo Kutaisi  | 6:2       | B36 Tórshavn         | 5:2 | 1:0    |
| FC Flora            | 0:1       | APOEL Nicosia        | 0:0 | 0:1    |
| FBK Kaunas          | 2:3       | KS Dinamo Tirana     | 2:3 | 0:0    |
| Skonto Riga         | 6:0       | Barry Town FC        | 5:0 | 1:0    |
| Tampere United      | 0:6       | FC Pyunik            | 0:4 | 0:2    |
| FK Željezničar      | 4:0       | ÍA Akranes           | 3:0 | 1:0    |
| Portadown FC        | 2:3       | Belshyna             | 0:0 | 2:3    |
| FC Sheriff Tiraspol | (v)4:4    | FC Astana            | 2:1 | 2:3    |
| F91 Dudelange       | 1:2       | FK Vardar            | 1:1 | 0:1    |

### Segunda ronda
El sorteo se realizó el 21 de junio del 2002 en Ginebra
Los partidos se disputaron el 31 de julio y 7 de agosto del 2002.
| Equipo local ida    | Resultado | Equipo visitante ida | Ida | Vuelta |
| ------------------- | --------- | -------------------- | --- | ------ |
| Boavista            | 7:3       | Hibernians FC        | 4:0 | 3:3    |
| MŠK Žilina          | 1:4       | Basilea              | 1:1 | 0:3    |
| Sparta Praga        | 5:1       | FC Torpedo Kutaisi   | 3:0 | 2:1    |
| NK Maribor          | 4:5       | APOEL Nicosia        | 2:1 | 2:4    |
| Brøndby IF          | 5:0       | KS Dinamo Tirana     | 1:0 | 4:0    |
| Skonto Riga         | 0:2       | Levski Sofía         | 0:0 | 0:2    |
| FC Dinamo de Kiev   | 6:2       | FC Pyunik            | 4:0 | 2:2    |
| Lillestrøm SK       | 0:2       | FK Željezničar       | 0:1 | 0:1    |
| Zalaegerszegi TE    | (v)2:2    | NK Zagreb            | 1:0 | 1:2    |
| Maccabi Haifa FC    | 5:0       | Belshyna             | 4:0 | 1:0    |
| Hammarby IF         | 1:5       | FK Partizan Beograd  | 1:1 | 0:4    |
| FC Sheriff Tiraspol | 1:6       | Grazer AK            | 1:4 | 0:2    |
| FK Vardar           | 2:4       | Legia Varsovia       | 1:3 | 1:1    |
| Club Brujas         | 4:1       | Dinamo de Bucarest   | 3:1 | 1:0    |

### Tercera ronda
El sorteo se realizó el 26 de julio del 2002 en Nyon
Los partidos se disputaron el 13, 14, 27 y 28 de agosto del 2002.
| Equipo local ida     | Resultado    | Equipo visitante ida | Ida | Vuelta |
| -------------------- | ------------ | -------------------- | --- | ------ |
| Boavista             | 0:1          | Auxerre              | 0:1 | 0:0    |
| Celtic               | 3:3 (v.)     | Basel                | 3:1 | 0:2    |
| Racing Genk          | (v.) 4:4     | Sparta Praga         | 2:0 | 2:4    |
| APOEL Nicosia        | 2:4          | AEK Atenas           | 2:3 | 0:1    |
| Rosenborg            | 4:2          | Brøndby              | 1:0 | 3:2    |
| Sporting de Lisboa   | 0:2          | Inter de Milán       | 0:0 | 0:2    |
| Feyenoord            | 3:0          | Fenerbahçe           | 1:0 | 2:0    |
| Levski Sofía         | 0:2          | Dinamo de Kiev       | 0:1 | 0:1    |
| Željezničar          | 0:5          | Newcastle United     | 0:1 | 0:4    |
| Zalaegerszegi        | 1:5          | Manchester United    | 1:0 | 0:5    |
| Maccabi Haifa        | 5:3          | Sturm Graz           | 2:0 | 3:3    |
| Partizan de Belgrado | 1:6          | Bayern Múnich        | 0:3 | 1:3    |
| Milan                | (v.) 2:2     | Slovan Liberec       | 1:0 | 1:2    |
| Grazer               | 3:5          | Lokomotiv Moscú      | 0:2 | 3:3    |
| Barcelona            | 4:0          | Legia Varsovia       | 3:0 | 1:0    |
| Shakhtar Donetsk     | 2:2 (1-4 p.) | Brujas               | 1:1 | 1:1    |

## Primera Fase de grupos
El sorteo se realizó el 29 de agosto del 2002 en Mónaco.

### Grupo A
| Pos. | Equipo            | Pts. | PJ | G | E | P | GF | GC | Dif. | Clasificación                      |
| ---- | ----------------- | ---- | -- | - | - | - | -- | -- | ---- | ---------------------------------- |
| 1    | Arsenal           | 10   | 6  | 3 | 1 | 2 | 9  | 4  | +5   | Acceso a la segunda fase de grupos |
| 2    | Borussia Dortmund | 10   | 6  | 3 | 1 | 2 | 8  | 7  | +1   | Acceso a la segunda fase de grupos |
| 3    | Auxerre           | 7    | 6  | 2 | 1 | 3 | 4  | 7  | −3   | Acceso a la Copa de la UEFA        |
| 4    | PSV Eindhoven     | 6    | 6  | 1 | 3 | 2 | 5  | 8  | −3   |                                    |

 Fuente: [cita requerida]
| Jor. | Fecha            | Estadio             | Local             | Resultado | Visitante         |
| ---- | ---------------- | ------------------- | ----------------- | --------- | ----------------- |
| 1    | 17 de septiembre | De l'Abbé-Deschamps | Auxerre           | 0:0       | PSV Eindhoven     |
| 1    | 17 de septiembre | Highbury            | Arsenal           | 2:0       | Borussia Dortmund |
| 2    | 25 de septiembre | Philips Stadion     | PSV Eindhoven     | 0:4       | Arsenal           |
| 2    | 25 de septiembre | Westfalenstadion    | Borussia Dortmund | 2:1       | Auxerre           |
| 3    | 2 de octubre     | De l'Abbé-Deschamps | Auxerre           | 0:1       | Arsenal           |
| 3    | 2 de octubre     | Philips Stadion     | PSV Eindhoven     | 1:3       | Borussia Dortmund |
| 4    | 22 de octubre    | Highbury            | Arsenal           | 1:2       | Auxerre           |
| 4    | 22 de octubre    | Westfalenstadion    | Borussia Dortmund | 1:1       | PSV Eindhoven     |
| 5    | 30 de octubre    | Philips Stadion     | PSV Eindhoven     | 3:0       | Auxerre           |
| 5    | 30 de octubre    | Westfalenstadion    | Borussia Dortmund | 2:1       | Arsenal           |
| 6    | 12 de noviembre  | De l'Abbé-Deschamps | Auxerre           | 1:0       | Borussia Dortmund |
| 6    | 12 de noviembre  | Highbury            | Arsenal           | 0:0       | PSV Eindhoven     |

### Grupo B
| Pos. | Equipo           | Pts. | PJ | G | E | P | GF | GC | Dif. | Clasificación                      |
| ---- | ---------------- | ---- | -- | - | - | - | -- | -- | ---- | ---------------------------------- |
| 1    | Valencia         | 16   | 6  | 5 | 1 | 0 | 17 | 4  | +13  | Acceso a la segunda fase de grupos |
| 2    | Basilea          | 9    | 6  | 2 | 3 | 1 | 12 | 12 | 0    | Acceso a la segunda fase de grupos |
| 3    | Liverpool        | 8    | 6  | 2 | 2 | 2 | 12 | 8  | +4   | Acceso a la Copa de la UEFA        |
| 4    | Spartak de Moscú | 0    | 6  | 0 | 0 | 6 | 1  | 18 | −17  |                                    |

 Fuente: [cita requerida]
| Jor. | Fecha            | Estadio                | Local         | Resultado | Visitante     |
| ---- | ---------------- | ---------------------- | ------------- | --------- | ------------- |
| 1    | 17 de septiembre | Mestalla               | Valencia      | 2:0       | Liverpool     |
| 1    | 17 de septiembre | St. Jakob Park         | Basel         | 2:0       | Spartak Moscú |
| 2    | 25 de septiembre | Anfield Road           | Liverpool     | 1:1       | Basel         |
| 2    | 25 de septiembre | Estadio Dinamo (Moscú) | Spartak Moscú | 0:3       | Valencia      |
| 3    | 2 de octubre     | Mestalla               | Valencia      | 6:2       | Basel         |
| 3    | 2 de octubre     | Anfield Road           | Liverpool     | 5:0       | Spartak Moscú |
| 4    | 22 de octubre    | St. Jakob Park         | Basel         | 2:2       | Valencia      |
| 4    | 22 de octubre    | Estadio Dinamo (Moscú) | Spartak Moscú | 1:3       | Liverpool     |
| 5    | 30 de octubre    | Anfield Road           | Liverpool     | 0:1       | Valencia      |
| 5    | 30 de octubre    | Estadio Dinamo (Moscú) | Spartak Moscú | 0:2       | Basel         |
| 6    | 12 de noviembre  | Mestalla               | Valencia      | 3:0       | Spartak Moscú |
| 6    | 12 de noviembre  | St. Jakob Park         | Basel         | 3:3       | Liverpool     |

### Grupo C
| Pos. | Equipo      | Pts. | PJ | G | E | P | GF | GC | Dif. | Clasificación                      |
| ---- | ----------- | ---- | -- | - | - | - | -- | -- | ---- | ---------------------------------- |
| 1    | Real Madrid | 9    | 6  | 2 | 3 | 1 | 15 | 7  | +8   | Acceso a la segunda fase de grupos |
| 2    | Roma        | 9    | 6  | 2 | 3 | 1 | 3  | 4  | −1   | Acceso a la segunda fase de grupos |
| 3    | AEK Atenas  | 6    | 6  | 0 | 6 | 0 | 7  | 7  | 0    | Acceso a la Copa de la UEFA        |
| 4    | Genk        | 4    | 6  | 0 | 4 | 2 | 2  | 9  | −7   |                                    |

 Fuente: [cita requerida]
| Jor. | Fecha            | Estadio                  | Local       | Resultado | Visitante   |
| ---- | ---------------- | ------------------------ | ----------- | --------- | ----------- |
| 1    | 17 de septiembre | Fenix Stadion            | Racing Genk | 0:0       | AEK Atenas  |
| 1    | 17 de septiembre | Estadio Olímpico de Roma | Roma        | 0:3       | Real Madrid |
| 2    | 25 de septiembre | Estadio Nikos Goumas     | AEK Atenas  | 0:0       | Roma        |
| 2    | 25 de septiembre | Santiago Bernabéu        | Real Madrid | 6:0       | Racing Genk |
| 3    | 2 de octubre     | Fenix Stadion            | Racing Genk | 0:1       | Roma        |
| 3    | 2 de octubre     | Estadio Nikos Goumas     | AEK Atenas  | 3:3       | Real Madrid |
| 4    | 22 de octubre    | Estadio Olímpico de Roma | Roma        | 0:0       | Racing Genk |
| 4    | 22 de octubre    | Santiago Bernabéu        | Real Madrid | 2:2       | AEK Atenas  |
| 5    | 30 de octubre    | Estadio Nikos Goumas     | AEK Atenas  | 1:1       | Racing Genk |
| 5    | 30 de octubre    | Santiago Bernabéu        | Real Madrid | 0:1       | Roma        |
| 6    | 12 de noviembre  | Fenix Stadion            | Racing Genk | 1:1       | Real Madrid |
| 6    | 12 de noviembre  | Estadio Olímpico de Roma | Roma        | 1:1       | AEK Atenas  |

### Grupo D
| Pos. | Equipo            | Pts. | PJ | G | E | P | GF | GC | Dif. | Clasificación                      |
| ---- | ----------------- | ---- | -- | - | - | - | -- | -- | ---- | ---------------------------------- |
| 1    | Inter de Milán    | 11   | 6  | 3 | 2 | 1 | 12 | 8  | +4   | Acceso a la segunda fase de grupos |
| 2    | Ajax              | 8    | 6  | 2 | 2 | 2 | 6  | 5  | +1   | Acceso a la segunda fase de grupos |
| 3    | Olympique de Lyon | 8    | 6  | 2 | 2 | 2 | 12 | 9  | +3   | Acceso a la Copa de la UEFA        |
| 4    | Rosenborg         | 4    | 6  | 0 | 4 | 2 | 4  | 12 | −8   |                                    |

 Fuente: [cita requerida]
| Jor. | Fecha            | Estadio                | Local             | Resultado | Visitante         |
| ---- | ---------------- | ---------------------- | ----------------- | --------- | ----------------- |
| 1    | 17 de septiembre | Lerkendal              | Rosenborg         | 2:2       | Inter de Milán    |
| 1    | 17 de septiembre | Amsterdam ArenaA       | Ajax de Ámsterdam | 2:1       | Olympique de Lyon |
| 2    | 25 de septiembre | Stadio Giuseppe Meazza | Internazionale    | 1:0       | Ajax Ámsterdam    |
| 2    | 25 de septiembre | Stade Gerland          | Olympique de Lyon | 5:0       | Rosenborg         |
| 3    | 2 de octubre     | Lerkendal              | Rosenborg         | 0:0       | Ajax Ámsterdam    |
| 3    | 2 de octubre     | Stadio Giuseppe Meazza | Internazionale    | 1:2       | Olympique de Lyon |
| 4    | 22 de octubre    | Amsterdam ArenA        | Ajax Ámsterdam    | 1:1       | Rosenborg         |
| 4    | 22 de octubre    | Stade Gerland          | Olympique de Lyon | 3:3       | Internazionale    |
| 5    | 30 de octubre    | Stadio Giuseppe Meazza | Internazionale    | 3:0       | Rosenborg         |
| 5    | 30 de octubre    | Stade Gerland          | Olympique de Lyon | 0:2       | Ajax Ámsterdam    |
| 6    | 12 de noviembre  | Lerkendal              | Rosenborg         | 1:1       | Olympique de Lyon |
| 6    | 12 de noviembre  | Amsterdam ArenA        | Ajax Ámsterdam    | 1:2       | Internazionale    |

### Grupo E
| Pos. | Equipo           | Pts. | PJ | G | E | P | GF | GC | Dif. | Clasificación                      |
| ---- | ---------------- | ---- | -- | - | - | - | -- | -- | ---- | ---------------------------------- |
| 1    | Juventus         | 13   | 6  | 4 | 1 | 1 | 12 | 3  | +9   | Acceso a la segunda fase de grupos |
| 2    | Newcastle United | 9    | 6  | 3 | 0 | 3 | 6  | 8  | −2   | Acceso a la segunda fase de grupos |
| 3    | Dinamo de Kiev   | 7    | 6  | 2 | 1 | 3 | 6  | 9  | −3   | Acceso a la Copa de la UEFA        |
| 4    | Feyenoord        | 5    | 6  | 1 | 2 | 3 | 4  | 8  | −4   |                                    |

 Fuente: [cita requerida]
| Jor. | Fecha            | Estadio            | Local                 | Resultado | Visitante             |
| ---- | ---------------- | ------------------ | --------------------- | --------- | --------------------- |
| 1    | 18 de septiembre | Stadion Feijenoord | Feyenoord de Róterdam | 1:1       | Juventus              |
| 1    | 18 de septiembre | Lobanovsky Stadium | Dinamo de Kiev        | 2:0       | Newcastle United      |
| 2    | 24 de septiembre | Stadio delle Alpi  | Juventus              | 5:0       | Dinamo de Kiev        |
| 2    | 24 de septiembre | St James' Park     | Newcastle United      | 0:1       | Feyenoord de Róterdam |
| 3    | 1 de octubre     | Stadion Feijenoord | Feyenoord de Róterdam | 0:0       | Dinamo de Kiev        |
| 3    | 1 de octubre     | Stadio delle Alpi  | Juventus              | 2:0       | Newcastle United      |
| 4    | 23 de octubre    | Lobanovsky Stadium | Dinamo de Kiev        | 2:0       | Feyenoord de Róterdam |
| 4    | 23 de octubre    | St James' Park     | Newcastle United      | 1:0       | Juventus              |
| 5    | 29 de octubre    | Stadio delle Alpi  | Juventus              | 2:0       | Feyenoord de Róterdam |
| 5    | 29 de octubre    | St James' Park     | Newcastle United      | 2:1       | Dinamo de Kiev        |
| 6    | 13 de noviembre  | Stadion Feijenoord | Feyenoord de Róterdam | 2:3       | Newcastle United      |
| 6    | 13 de noviembre  | Lobanovsky Stadium | Dinamo de Kiev        | 1:2       | Juventus              |

### Grupo F
| Pos. | Equipo            | Pts. | PJ | G | E | P | GF | GC | Dif. | Clasificación                      |
| ---- | ----------------- | ---- | -- | - | - | - | -- | -- | ---- | ---------------------------------- |
| 1    | Manchester United | 15   | 6  | 5 | 0 | 1 | 16 | 8  | +8   | Acceso a la segunda fase de grupos |
| 2    | Bayer Leverkusen  | 9    | 6  | 3 | 0 | 3 | 9  | 11 | −2   | Acceso a la segunda fase de grupos |
| 3    | Maccabi Haifa     | 7    | 6  | 2 | 1 | 3 | 12 | 12 | 0    | Acceso a la Copa de la UEFA        |
| 4    | Olympiacos        | 4    | 6  | 1 | 1 | 4 | 11 | 17 | −6   |                                    |

 Fuente: [cita requerida]
| Jor. | Fecha            | Estadio                  | Local             | Resultado | Visitante         |
| ---- | ---------------- | ------------------------ | ----------------- | --------- | ----------------- |
| 1    | 18 de septiembre | Old Trafford             | Manchester United | 5:2       | Maccabi Haifa     |
| 1    | 18 de septiembre | Estadio Georgios Kamaras | Olympiacos        | 6:2       | Bayer Leverkusen  |
| 2    | 24 de septiembre | GSP Stadium              | Maccabi Haifa     | 3:0       | Olympiacos        |
| 2    | 24 de septiembre | BayArena                 | Bayer Leverkusen  | 1:2       | Manchester United |
| 3    | 1 de octubre     | Old Trafford             | Manchester United | 4:0       | Olympiacos        |
| 3    | 1 de octubre     | GSP Stadium              | Maccabi Haifa     | 0:2       | Bayer Leverkusen  |
| 4    | 23 de octubre    | Estadio Georgios Kamaras | Olympiacos        | 2:3       | Manchester United |
| 4    | 23 de octubre    | BayArena                 | Bayer Leverkusen  | 2:1       | Maccabi Haifa     |
| 5    | 29 de octubre    | GSP Stadium              | Maccabi Haifa     | 3:0       | Manchester United |
| 5    | 29 de octubre    | BayArena                 | Bayer Leverkusen  | 2:0       | Olympiacos        |
| 6    | 13 de noviembre  | Old Trafford             | Manchester United | 2:0       | Bayer Leverkusen  |
| 6    | 13 de noviembre  | Estadio Georgios Kamaras | Olympiacos        | 3:3       | Maccabi Haifa     |

### Grupo G
| Pos. | Equipo                 | Pts. | PJ | G | E | P | GF | GC | Dif. | Clasificación                      |
| ---- | ---------------------- | ---- | -- | - | - | - | -- | -- | ---- | ---------------------------------- |
| 1    | Milan                  | 12   | 6  | 4 | 0 | 2 | 12 | 7  | +5   | Acceso a la segunda fase de grupos |
| 2    | Deportivo de La Coruña | 12   | 6  | 4 | 0 | 2 | 11 | 12 | −1   | Acceso a la segunda fase de grupos |
| 3    | Lens                   | 8    | 6  | 2 | 2 | 2 | 11 | 11 | 0    | Acceso a la Copa de la UEFA        |
| 4    | Bayern Múnich          | 2    | 6  | 0 | 2 | 4 | 9  | 13 | −4   |                                    |

 Fuente: [cita requerida]
| Jor. | Fecha            | Estadio                    | Local             | Resultado | Visitante         |
| ---- | ---------------- | -------------------------- | ----------------- | --------- | ----------------- |
| 1    | 18 de septiembre | Estadio Olímpico de Múnich | Bayern Múnich     | 2:3       | Dep. de La Coruña |
| 1    | 18 de septiembre | Stadio Giuseppe Meazza     | Milan             | 2:1       | Lens              |
| 2    | 24 de septiembre | Riazor                     | Dep. de La Coruña | 0:4       | Milan             |
| 2    | 24 de septiembre | Stade Félix Bollaert       | Lens              | 1:1       | Bayern Múnich     |
| 3    | 1 de octubre     | Estadio Olímpico de Múnich | Bayern Múnich     | 1:2       | Milan             |
| 3    | 1 de octubre     | Riazor                     | Dep. de La Coruña | 3:1       | Lens              |
| 4    | 23 de octubre    | Stadio Giuseppe Meazza     | Milan             | 2:1       | Bayern Múnich     |
| 4    | 23 de octubre    | Stade Félix Bollaert       | Lens              | 3:1       | Dep. de La Coruña |
| 5    | 29 de octubre    | Riazor                     | Dep. de La Coruña | 2:1       | Bayern Múnich     |
| 5    | 29 de octubre    | Stade Félix Bollaert       | Lens              | 2:1       | Milan             |
| 6    | 13 de noviembre  | Estadio Olímpico de Múnich | Bayern Múnich     | 3:3       | Lens              |
| 6    | 13 de noviembre  | Stadio Giuseppe Meazza     | Milan             | 1:2       | Dep. de La Coruña |

### Grupo H
| Pos. | Equipo          | Pts. | PJ | G | E | P | GF | GC | Dif. | Clasificación                      |
| ---- | --------------- | ---- | -- | - | - | - | -- | -- | ---- | ---------------------------------- |
| 1    | Barcelona       | 18   | 6  | 6 | 0 | 0 | 13 | 4  | +9   | Acceso a la segunda fase de grupos |
| 2    | Lokomotiv Moscú | 7    | 6  | 2 | 1 | 3 | 5  | 7  | −2   | Acceso a la segunda fase de grupos |
| 3    | Brujas          | 5    | 6  | 1 | 2 | 3 | 5  | 7  | −2   | Acceso a la Copa de la UEFA        |
| 4    | Galatasaray     | 4    | 6  | 1 | 1 | 4 | 5  | 10 | −5   |                                    |

 Fuente: [cita requerida]
| Jor. | Fecha            | Estadio            | Local           | Resultado | Visitante       |
| ---- | ---------------- | ------------------ | --------------- | --------- | --------------- |
| 1    | 18 de septiembre | Estadio Lokomotiv  | Lokomotiv Moscú | 0:2       | Galatasaray     |
| 1    | 18 de septiembre | Camp Nou           | Barcelona       | 3:2       | Brujas          |
| 2    | 24 de septiembre | Ali Sami Yen       | Galatasaray     | 0:2       | Barcelona       |
| 2    | 24 de septiembre | Jan Breydelstadion | Brujas          | 0:0       | Lokomotiv Moscú |
| 3    | 1 de octubre     | Estadio Lokomotiv  | Lokomotiv Moscú | 1:3       | Barcelona       |
| 3    | 1 de octubre     | Ali Sami Yen       | Galatasaray     | 0:0       | Brujas          |
| 4    | 23 de octubre    | Camp Nou           | Barcelona       | 1:0       | Lokomotiv Moscú |
| 4    | 23 de octubre    | Jan Breydelstadion | Brujas          | 3:1       | Galatasaray     |
| 5    | 29 de octubre    | Ali Sami Yen       | Galatasaray     | 1:2       | Lokomotiv Moscú |
| 5    | 29 de octubre    | Jan Breydelstadion | Brujas          | 0:1       | Barcelona       |
| 6    | 13 de noviembre  | Estadio Lokomotiv  | Lokomotiv Moscú | 2:0       | Brujas          |
| 6    | 13 de noviembre  | Camp Nou           | Barcelona       | 3:1       | Galatasaray     |

## Segunda fase de grupos
El sorteo se realizó el 15 de noviembre del 2002 en Ginebra

### Grupo A
| Pos. | Equipo           | Pts. | PJ | G | E | P | GF | GC | Dif. | Clasificación             |
| ---- | ---------------- | ---- | -- | - | - | - | -- | -- | ---- | ------------------------- |
| 1    | Barcelona        | 16   | 6  | 5 | 1 | 0 | 12 | 2  | +10  | Acceso a cuartos de final |
| 2    | Inter de Milán   | 11   | 6  | 3 | 2 | 1 | 11 | 8  | +3   | Acceso a cuartos de final |
| 3    | Newcastle United | 7    | 6  | 2 | 1 | 3 | 10 | 13 | −3   |                           |
| 4    | Bayer Leverkusen | 0    | 6  | 0 | 0 | 6 | 5  | 15 | −10  |                           |

 Fuente: [cita requerida]
| Jor. | Fecha           | Estadio                | Local            | Resultado | Visitante        |
| ---- | --------------- | ---------------------- | ---------------- | --------- | ---------------- |
| 1    | 27 de noviembre | BayArena               | Bayer Leverkusen | 1:2       | Barcelona        |
| 1    | 27 de noviembre | St James' Park         | Newcastle United | 1:4       | Internazionale   |
| 2    | 11 de diciembre | Camp Nou               | Barcelona        | 3:1       | Newcastle United |
| 2    | 10 de diciembre | Stadio Giuseppe Meazza | Internazionale   | 3:2       | Bayer Leverkusen |
| 3    | 18 de febrero   | BayArena               | Bayer Leverkusen | 1:3       | Newcastle United |
| 3    | 18 de febrero   | Camp Nou               | Barcelona        | 3:0       | Internazionale   |
| 4    | 26 de febrero   | St James' Park         | Newcastle United | 3:1       | Bayer Leverkusen |
| 4    | 26 de febrero   | Stadio Giuseppe Meazza | Internazionale   | 0:0       | Barcelona        |
| 5    | 11 de marzo     | Camp Nou               | Barcelona        | 2:0       | Bayer Leverkusen |
| 5    | 11 de marzo     | Stadio Giuseppe Meazza | Internazionale   | 2:2       | Newcastle United |
| 6    | 19 de marzo     | BayArena               | Bayer Leverkusen | 0:2       | Internazionale   |
| 6    | 19 de marzo     | St James' Park         | Newcastle United | 0:2       | Barcelona        |

### Grupo B
| Pos. | Equipo   | Pts. | PJ | G | E | P | GF | GC | Dif. | Clasificación             |
| ---- | -------- | ---- | -- | - | - | - | -- | -- | ---- | ------------------------- |
| 1    | Valencia | 9    | 6  | 2 | 3 | 1 | 5  | 6  | −1   | Acceso a cuartos de final |
| 2    | Ajax     | 8    | 6  | 1 | 5 | 0 | 6  | 5  | +1   | Acceso a cuartos de final |
| 3    | Arsenal  | 7    | 6  | 1 | 4 | 1 | 6  | 5  | +1   |                           |
| 4    | Roma     | 5    | 6  | 1 | 2 | 3 | 7  | 8  | −1   |                           |

 Fuente: [cita requerida]
| Jor. | Fecha           | Estadio                  | Local          | Resultado | Visitante      |
| ---- | --------------- | ------------------------ | -------------- | --------- | -------------- |
| 1    | 27 de noviembre | Estadio Olímpico de Roma | Roma           | 1:3       | Arsenal        |
| 1    | 27 de noviembre | Estadio de Mestalla      | Valencia       | 1:1       | Ajax Ámsterdam |
| 2    | 10 de diciembre | Highbury                 | Arsenal        | 0:0       | Valencia       |
| 2    | 10 de diciembre | Amsterdam ArenaA         | Ajax Ámsterdam | 2:1       | Roma           |
| 3    | 18 de febrero   | Estadio Olímpico de Roma | Roma           | 0:1       | Valencia       |
| 3    | 18 de febrero   | Highbury                 | Arsenal        | 1:1       | Ajax Ámsterdam |
| 4    | 26 de febrero   | Estadio de Mestalla      | Valencia       | 0:3       | Roma           |
| 4    | 26 de febrero   | Ámsterdam ArenA          | Ajax Ámsterdam | 0:0       | Arsenal        |
| 5    | 11 de marzo     | Highbury                 | Arsenal        | 1:1       | Roma           |
| 5    | 11 de marzo     | Ámsterdam ArenA          | Ajax Ámsterdam | 1:1       | Valencia       |
| 6    | 19 de marzo     | Estadio Olímpico de Roma | Roma           | 1:1       | Ajax Ámsterdam |
| 6    | 19 de marzo     | Estadio de Mestalla      | Valencia       | 2:1       | Arsenal        |

### Grupo C
| Pos. | Equipo            | Pts. | PJ | G | E | P | GF | GC | Dif. | Clasificación             |
| ---- | ----------------- | ---- | -- | - | - | - | -- | -- | ---- | ------------------------- |
| 1    | Milan             | 12   | 6  | 4 | 0 | 2 | 5  | 4  | +1   | Acceso a cuartos de final |
| 2    | Real Madrid       | 11   | 6  | 3 | 2 | 1 | 9  | 6  | +3   | Acceso a cuartos de final |
| 3    | Borussia Dortmund | 10   | 6  | 3 | 1 | 2 | 8  | 5  | +3   |                           |
| 4    | Lokomotiv Moscú   | 1    | 6  | 0 | 1 | 5 | 3  | 10 | −7   |                           |

 Fuente: [cita requerida]
| Jor. | Fecha           | Estadio                | Local             | Resultado | Visitante         |
| ---- | --------------- | ---------------------- | ----------------- | --------- | ----------------- |
| 1    | 26 de noviembre | Stadio Giuseppe Meazza | Milan             | 1:0       | Real Madrid       |
| 1    | 26 de noviembre | Estadio Lokomotiv      | Lokomotiv Moscú   | 1:2       | Borussia Dortmund |
| 2    | 11 de diciembre | Santiago Bernabéu      | Real Madrid       | 2:2       | Lokomotiv Moscú   |
| 2    | 11 de diciembre | Westfalenstadion       | Borussia Dortmund | 0:1       | Milan             |
| 3    | 19 de febrero   | Stadio Giuseppe Meazza | Milan             | 1:0       | Lokomotiv Moscú   |
| 3    | 19 de febrero   | Santiago Bernabéu      | Real Madrid       | 2:1       | Borussia Dortmund |
| 4    | 25 de febrero   | Estadio Lokomotiv      | Lokomotiv Moscú   | 0:1       | Milan             |
| 4    | 25 de febrero   | Westfalenstadion       | Borussia Dortmund | 1:1       | Real Madrid       |
| 5    | 12 de marzo     | Santiago Bernabéu      | Real Madrid       | 3:1       | Milan             |
| 5    | 12 de marzo     | Westfalenstadion       | Borussia Dortmund | 3:0       | Lokomotiv Moscú   |
| 6    | 18 de marzo     | Stadio Giuseppe Meazza | Milan             | 0:1       | Borussia Dortmund |
| 6    | 18 de marzo     | Estadio Lokomotiv      | Lokomotiv Moscú   | 0:1       | Real Madrid       |

### Grupo D
| Pos. | Equipo              | Pts. | PJ | G | E | P | GF | GC | Dif. | Clasificación             |
| ---- | ------------------- | ---- | -- | - | - | - | -- | -- | ---- | ------------------------- |
| 1    | Manchester United   | 13   | 6  | 4 | 1 | 1 | 11 | 5  | +6   | Acceso a cuartos de final |
| 2    | Juventus            | 7    | 6  | 2 | 1 | 3 | 11 | 11 | 0    | Acceso a cuartos de final |
| 3    | Deportivo La Coruña | 7    | 6  | 2 | 1 | 3 | 7  | 8  | −1   |                           |
| 4    | Basilea             | 7    | 6  | 2 | 1 | 3 | 5  | 10 | −5   |                           |

 Fuente: [cita requerida]
| Jor. | Fecha           | Estadio           | Local                  | Resultado | Visitante              |
| ---- | --------------- | ----------------- | ---------------------- | --------- | ---------------------- |
| 1    | 26 de noviembre | St. Jakob Park    | Basel                  | 1:3       | Manchester United      |
| 1    | 26 de noviembre | Riazor            | Deportivo de La Coruña | 2:2       | Juventus               |
| 2    | 11 de diciembre | Old Trafford      | Manchester United      | 2:0       | Deportivo de La Coruña |
| 2    | 11 de diciembre | Stadio delle Alpi | Juventus               | 4:0       | Basel                  |
| 3    | 19 de febrero   | St. Jakob Park    | Basel                  | 1:0       | Deportivo de La Coruña |
| 3    | 19 de febrero   | Old Trafford      | Manchester United      | 2:1       | Juventus               |
| 4    | 25 de febrero   | Riazor            | Deportivo de La Coruña | 1:0       | Basel                  |
| 4    | 25 de febrero   | Stadio delle Alpi | Juventus               | 0:3       | Manchester United      |
| 5    | 12 de marzo     | Old Trafford      | Manchester United      | 1:1       | Basel                  |
| 5    | 12 de marzo     | Stadio delle Alpi | Juventus               | 3:2       | Deportivo de La Coruña |
| 6    | 18 de marzo     | St. Jakob Park    | Basel                  | 2:1       | Juventus               |
| 6    | 18 de marzo     | Riazor            | Deportivo de La Coruña | 2:0       | Manchester United      |

## Fase final
Los ocho equipos clasificados disputaron una serie de eliminatorias a ida y vuelta, hasta decidir los dos equipos clasificados para la final de Mánchester. En la tabla se muestran todos los cruces de la fase final. El primer equipo de cada eliminatoria jugó como local el partido de ida, y el segundo jugó en su campo la vuelta. En los resultados se indica el marcador en la ida, seguido del de la vuelta.

La eliminatoria de cuartos de final enfrentó a cada campeón de grupo con un segundo clasificado de un grupo distinto al suyo, con la ventaja de jugar el partido de vuelta como local. El sorteo se realizó el 21 de marzo del 2003 en Nyon.
|  | Cuartos de final                                               | Cuartos de final                                               | Cuartos de final                                               | Cuartos de final                                               | Cuartos de final                                               |   |    | Semifinales                                                  | Semifinales                                                  | Semifinales                                                  | Semifinales                                                  | Semifinales                                                  |  |    | Final                                       | Final                                       | Final                                       |  |
|  | 8 y 9 de abril de 2003 (ida) 22 y 23 de abril de 2003 (vuelta) | 8 y 9 de abril de 2003 (ida) 22 y 23 de abril de 2003 (vuelta) | 8 y 9 de abril de 2003 (ida) 22 y 23 de abril de 2003 (vuelta) | 8 y 9 de abril de 2003 (ida) 22 y 23 de abril de 2003 (vuelta) | 8 y 9 de abril de 2003 (ida) 22 y 23 de abril de 2003 (vuelta) |   |    | 6 y 7 de mayo de 2003 (ida) 13 y 14 de mayo de 2003 (vuelta) | 6 y 7 de mayo de 2003 (ida) 13 y 14 de mayo de 2003 (vuelta) | 6 y 7 de mayo de 2003 (ida) 13 y 14 de mayo de 2003 (vuelta) | 6 y 7 de mayo de 2003 (ida) 13 y 14 de mayo de 2003 (vuelta) | 6 y 7 de mayo de 2003 (ida) 13 y 14 de mayo de 2003 (vuelta) |  |    | 28 de mayo de 2003 Old Trafford, Mánchester | 28 de mayo de 2003 Old Trafford, Mánchester | 28 de mayo de 2003 Old Trafford, Mánchester |  |
|  |                                                                |                                                                |                                                                |                                                                |                                                                |   |    |                                                              |                                                              |                                                              |                                                              |                                                              |  |    |                                             |                                             |                                             |  |
|  |                                                                |                                                                |                                                                |                                                                |                                                                |   |    |                                                              |                                                              |                                                              |                                                              |                                                              |  |    |                                             |                                             |                                             |  |
|  | 2B                                                             | Ajax                                                           | 0                                                              | 2                                                              | 2                                                              |   |    |                                                              |                                                              |                                                              |                                                              |                                                              |  |    |                                             |                                             |                                             |  |
|  | 2B                                                             | Ajax                                                           | 0                                                              | 2                                                              | 2                                                              |   |    |                                                              |                                                              |                                                              |                                                              |                                                              |  |    |                                             |                                             |                                             |  |
|  | 1C                                                             | Milan                                                          | 0                                                              | 3                                                              | 3                                                              |   |    |                                                              |                                                              |                                                              |                                                              |                                                              |  |    |                                             |                                             |                                             |  |
|  | 1C                                                             | Milan                                                          | 0                                                              | 3                                                              | 3                                                              |   | 1C | Milan (v.)                                                   | 0                                                            | 1                                                            | 1                                                            |                                                              |  |    |                                             |                                             |                                             |  |
|  |                                                                |                                                                |                                                                |                                                                |                                                                |   | 1C | Milan (v.)                                                   | 0                                                            | 1                                                            | 1                                                            |                                                              |  |    |                                             |                                             |                                             |  |
|  |                                                                |                                                                | 2A                                                             | Inter de Milán                                                 | 0                                                              | 1 | 1  |                                                              |                                                              |                                                              |                                                              |                                                              |  |    |                                             |                                             |                                             |  |
|  | 2A                                                             | Inter de Milán (v.)                                            | 2A                                                             | Inter de Milán                                                 | 0                                                              | 1 | 1  | 1                                                            | 1                                                            | 2                                                            |                                                              |                                                              |  |    |                                             |                                             |                                             |  |
|  | 2A                                                             | Inter de Milán (v.)                                            |                                                                |                                                                |                                                                |   |    |                                                              |                                                              | 2                                                            |                                                              |                                                              |  |    |                                             |                                             |                                             |  |
|  | 1B                                                             | Valencia                                                       | 0                                                              | 2                                                              | 2                                                              |   |    |                                                              |                                                              |                                                              |                                                              |                                                              |  |    |                                             |                                             |                                             |  |
|  | 1B                                                             | Valencia                                                       | 0                                                              | 2                                                              | 2                                                              |   |    |                                                              |                                                              |                                                              |                                                              |                                                              |  | 1C | Milan (p.)                                  | 0 (3)                                       |                                             |  |
|  |                                                                |                                                                |                                                                |                                                                |                                                                |   |    |                                                              |                                                              |                                                              |                                                              |                                                              |  | 1C | Milan (p.)                                  | 0 (3)                                       |                                             |  |
|  |                                                                |                                                                | 2D                                                             | Juventus                                                       | 0 (2)                                                          |   |    |                                                              |                                                              |                                                              |                                                              |                                                              |  |    |                                             |                                             |                                             |  |
|  | 2C                                                             | Real Madrid                                                    | 2D                                                             | Juventus                                                       | 0 (2)                                                          | 3 | 3  | 6                                                            |                                                              |                                                              |                                                              |                                                              |  |    |                                             |                                             |                                             |  |
|  | 2C                                                             | Real Madrid                                                    |                                                                |                                                                |                                                                |   |    |                                                              |                                                              |                                                              |                                                              |                                                              |  |    |                                             |                                             |                                             |  |
|  | 1D                                                             | Manchester United                                              | 1                                                              | 4                                                              | 5                                                              |   |    |                                                              |                                                              |                                                              |                                                              |                                                              |  |    |                                             |                                             |                                             |  |
|  | 1D                                                             | Manchester United                                              | 1                                                              | 4                                                              | 5                                                              |   | 2C | Real Madrid                                                  | 2                                                            | 1                                                            | 3                                                            |                                                              |  |    |                                             |                                             |                                             |  |
|  |                                                                |                                                                |                                                                |                                                                |                                                                |   | 2C | Real Madrid                                                  | 2                                                            | 1                                                            | 3                                                            |                                                              |  |    |                                             |                                             |                                             |  |
|  |                                                                |                                                                | 2D                                                             | Juventus                                                       | 1                                                              | 3 | 4  |                                                              |                                                              |                                                              |                                                              |                                                              |  |    |                                             |                                             |                                             |  |
|  | 2D                                                             | Juventus (t. s.)                                               | 2D                                                             | Juventus                                                       | 1                                                              | 3 | 4  | 1                                                            | 2                                                            | 3                                                            |                                                              |                                                              |  |    |                                             |                                             |                                             |  |
|  | 2D                                                             | Juventus (t. s.)                                               |                                                                |                                                                |                                                                |   |    |                                                              |                                                              | 3                                                            |                                                              |                                                              |  |    |                                             |                                             |                                             |  |
|  | 1A                                                             | Barcelona                                                      | 1                                                              | 1                                                              | 2                                                              |   |    |                                                              |                                                              |                                                              |                                                              |                                                              |  |    |                                             |                                             |                                             |  |
|  | 1A                                                             | Barcelona                                                      | 1                                                              | 1                                                              | 2                                                              |   |    |                                                              |                                                              |                                                              |                                                              |                                                              |  |    |                                             |                                             |                                             |  |
|  |                                                                |                                                                |                                                                |                                                                |                                                                |   |    |                                                              |                                                              |                                                              |                                                              |                                                              |  |    |                                             |                                             |                                             |  |

### Cuartos de final
| 8 de abril de 2003 | Real Madrid              | 3:1 (2:0) | Manchester United  | Estadio Santiago Bernabéu, Madrid                        |                                                          |
|                    | Figo 12' · Raúl 28', 49' |           | van Nistelrooy 52' | Asistencia: 80.000 espectadores Árbitro(s): Anders Frisk | Asistencia: 80.000 espectadores Árbitro(s): Anders Frisk |

| 23 de abril de 2003 | Manchester United                                    | 4:3 (1:1) | Real Madrid           | Old Trafford, Mánchester                                      |                                                               |
|                     | van Nistelrooy 43' · Helguera 52' · Beckham 71', 85' |           | Ronaldo 12', 50', 59' | Asistencia: 66.500 espectadores Árbitro(s): Pierluigi Collina | Asistencia: 66.500 espectadores Árbitro(s): Pierluigi Collina |

| 8 de abril de 2003 | Ajax Ámsterdam | 0:0' | Milan | Amsterdam Arena, Ámsterdam                              |  |
|                    |                |      |       | Asistencia: 52.143 espectadores Árbitro(s): Terje Hauge |  |

| 23 de abril de 2003 | Milan                                         | 3:2 (1:0) | Ajax Ámsterdam             | Estadio Giuseppe Meazza, Milán                                     |                                                                    |
|                     | Inzaghi 30' · Shevchenko 65' · Tomasson 90+1' |           | Litmanen 63' · Pienaar 78' | Asistencia: 76.079 espectadores Árbitro(s): Manuel Mejuto González | Asistencia: 76.079 espectadores Árbitro(s): Manuel Mejuto González |

| 9 de abril de 2003 | Internazionale | 1:0 (1:0) | Valencia | Estadio Giuseppe Meazza, Milán                          |                                                         |
|                    | Vieri 14'      |           |          | Asistencia: 55.000 espectadores Árbitro(s): Markus Merk | Asistencia: 55.000 espectadores Árbitro(s): Markus Merk |

| 22 de abril de 2003 | Valencia              | 2:1 (1:1) | Internazionale | Estadio de Mestalla, Valencia                                  |                                                                |
|                     | Aimar 7' · Baraja 51' |           | Vieri 5'       | Asistencia: 46.000 espectadores Árbitro(s): Kim Milton Nielsen | Asistencia: 46.000 espectadores Árbitro(s): Kim Milton Nielsen |

| 9 de abril de 2003 | Juventus    | 1:1 (1:0) | Barcelona   | Estadio delle Alpi, Turín                                |                                                          |
|                    | Montero 16' |           | Saviola 78' | Asistencia: 52.000 espectadores Árbitro(s): Ľuboš Micheľ | Asistencia: 52.000 espectadores Árbitro(s): Ľuboš Micheľ |

| 22 de abril de 2003 | Barcelona | 1:2 (1:1, 0:0) | Juventus                   | Camp Nou, Barcelona                                     |                                                         |
|                     | Xavi 66'  |                | Nedvěd 53' · Zalayeta 114' | Asistencia: 95.000 espectadores Árbitro(s): Graham Poll | Asistencia: 95.000 espectadores Árbitro(s): Graham Poll |

### Semifinales
| 6 de mayo de 2003 | Real Madrid                      | 2:1 (1:1) | Juventus      | Estadio Santiago Bernabéu, Madrid                       |                                                         |
|                   | Ronaldo 23' · Roberto Carlos 73' |           | Trezeguet 45' | Asistencia: 80.000 espectadores Árbitro(s): Terje Hauge | Asistencia: 80.000 espectadores Árbitro(s): Terje Hauge |

| 14 de mayo de 2003 | Juventus                                   | 3:1 (2:0) | Real Madrid | Estadio delle Alpi, Turín                             |                                                       |
|                    | Trezeguet 12' · Del Piero 43' · Nedvěd 73' |           | Zidane 89'  | Asistencia: 67.299 espectadores Árbitro(s): Urs Meier | Asistencia: 67.299 espectadores Árbitro(s): Urs Meier |

| 7 de mayo de 2003 | Milan | 0:0' | Internazionale | Estadio Giuseppe Meazza, Milán                              |  |
|                   |       |      |                | Asistencia: 77.069 espectadores Árbitro(s): Valentin Ivanov |  |

| 13 de mayo de 2003 | Internazionale | 1:1 (0:1) | Milan            | Estadio Giuseppe Meazza, Milán                               |                                                              |
|                    | Martins 84'    |           | Shevchenko 45+1' | Asistencia: 76.854 espectadores Árbitro(s): Gilles Veissière | Asistencia: 76.854 espectadores Árbitro(s): Gilles Veissière |

## Trayectoria de los equipos finalistas

### Juventus F. C.
La Juventus arrancó en la primera fase de grupos dentro del Grupo E junto a Feyenoord de Róterdam, Dinamo de Kiev y Newcastle United, el cual finalizó como líder perdiendo un solo partido y exhibiéndose con un 5-0 en Turín contra el Dinamo. En la segunda fase quedó encuadrado en el Grupo D junto a Manchester United, Deportivo de La Coruña y Basel;  la Vecchia Signora terminó segunda de grupo, siendo el único equipo beneficiado de un triple empate a puntos entre suizos y gallegos. Un gol de Igor Tudor en el descuento ante el Deportivo (3-2) dio la clasificación matemática a la escuadra italiana.
El rival de los bianconeri en cuartos de final fue el FC Barcelona; tras un doble empate a un gol, Marcelo Zalayeta logró en la prórroga el gol de la victoria en el Camp Nou tras un centro de Alessandro Birindelli en un contraataque, definiendo al quedarse solo ante Roberto Bonano pues todo el Barcelona estaba atacando en busca del gol de la victoria. Gianluigi Buffon fue decisivo en impedirlo con sus paradas.
En semifinales, la Juventus se enfrentó a otro club español, el Real Madrid; a pesar de la derrota por 2-1 en el Santiago Bernabéu, el equipo turinés realizó un gran partido en la vuelta, en la que remontó la eliminatoria en un encuentro en el cual Gianluigi Buffon le atajó un penal a Luís Figo, cuando el marcador indicaba un 2-0 a favor de la Juve, y que habría cambiado el rumbo de la eliminatoria de haberlo encajado. Poco después de este penalti, Pavel Nedved sentenciaría anotando el 3-0, que en lugar de celebrarlo, se lamentó, pues había visto una tarjeta amarilla que le iba a prohibir jugar la final; pese a ello, su actuación en esta competición fue clave para ser premiado con el Balón de Oro 2003. Zinedine Zidane marcó ante su exequipo el gol del honor para los blancos.

### A. C. Milan
El Milan comenzó su andadura en Europa con una victoria sobre el Slovan Liberec en la tercera ronda previa; el tanto marcado fuera de casa dio el pase a los rossoneri gracias a la regla del gol de visitante. En la primera fase se encontró en el Grupo G junto a Racing de Lens, Deportivo de La Coruña y Bayern Múnich. Los milanistas terminaron en la primera posición empatados a puntos con el Deportivo de La Coruña y con el goal average particular a favor a pesar de su derrota frente a los gallegos en el San Siro en el último partido. En la segunda fase de grupos integraron el Grupo C junto a Real Madrid, Borussia Dortmund y Lokomotiv Moscú; el equipo lombardo terminó también en la primera posición por delante del equipo merengue.
En cuartos de final, el Milan aguantó un 0-0 en Ámsterdam frente al Ajax, para vencer por 3-2 en el Giuseppe Meazza en un partido en el que el equipo italiano sufrió para llevarse la eliminatoria en el tiempo de descuento, por mediación del danés Tomasson tras una vaselina de Filippo Inzaghi sobre el portero Bogdan Lobonţ. En semifinales, el Milan se enfrenta sus vecinos del Internazionale, en la primera eliminatoria de la competición disputada íntegramente en un único estadio. El gol de Andriy Shevchenko en la vuelta fue clave para que el club rossonero obtuviese el pase a la final tras terminar ambos partidos en empate.

## Final
| 1          | POR        | Gianluigi Buffon     |     |
| 21         | DEF        | Lilian Thuram        |     |
| 2          | DEF        | Ciro Ferrara         |     |
| 5          | DEF        | Igor Tudor           | 42' |
| 4          | DEF        | Paolo Montero        |     |
| 16         | MED        | Mauro Camoranesi     | 46' |
| 3          | MED        | Alessio Tacchinardi  |     |
| 26         | MED        | Edgar Davids         | 65' |
| 19         | MED        | Gianluca Zambrotta   |     |
| 17         | DEL        | David Trezeguet      |     |
| 10         | DEL        | Alessandro Del Piero |     |
| Entrenador | Entrenador | Marcello Lippi       |     |

| 12         | POR        | Dida                  |     |
| 19         | DEF        | Alessandro Costacurta | 66' |
| 13         | DEF        | Alessandro Nesta      |     |
| 3          | DEF        | Paolo Maldini         |     |
| 4          | DEF        | Kakha Kaladze         |     |
| 8          | MED        | Gennaro Gattuso       |     |
| 21         | MED        | Andrea Pirlo          | 71' |
| 20         | MED        | Clarence Seedorf      |     |
| 10         | MED        | Rui Costa             | 87' |
| 7          | DEL        | Andriy Shevchenko     |     |
| 9          | DEL        | Filippo Inzaghi       |     |
| Entrenador | Entrenador | Carlo Ancelotti       |     |

| 15 | DEF | Alessandro Birindelli | 42' |
| 8  | MED | Antonio Conte         | 46' |
| 25 | DEL | Marcelo Zalayeta      | 65' |

| 25 | DEF | Roque Júnior      | 66' |
| 27 | MED | Serginho          | 71' |
| 23 | MED | Massimo Ambrosini | 87' |

| David Trezeguet       | Fallo de penal   | 0:0 |                  |                   |
|                       |                  | 0:1 | Acierto de penal | Serginho          |
| Alessandro Birindelli | Acierto de penal | 1:1 |                  |                   |
|                       |                  | 1:1 | Fallo de penal   | Clarence Seedorf  |
| Marcelo Zalayeta      | Fallo de penal   | 1:1 |                  |                   |
|                       |                  | 1:1 | Fallo de penal   | Kakha Kaladze     |
|                       |                  |     |                  |                   |
| Paolo Montero         | Fallo de penal   | 1:1 |                  |                   |
|                       |                  | 1:2 | Acierto de penal | Alessandro Nesta  |
| Alessandro Del Piero  | Acierto de penal | 2:2 |                  |                   |
|                       |                  | 2:3 | Acierto de penal | Andriy Shevchenko |

| Amonestado | 68'  | Alessandro Birindelli |
| Amonestado | 111' | Alessandro Del Piero  |

| Amonestado | 18' | Alessandro Costacurta |

| Reporte             | Partido Archivado el 15 de febrero de 2018 en Wayback Machine. |
| Árbitro             | Markus Merk                                                    |
| Árbitros asistentes | Christian Schräer                                              |
| Árbitros asistentes | Heiner Müller                                                  |
| Cuarto árbitro      | Wolfgang Stark                                                 |

| 1          | POR        | Gianluigi Buffon     |     |
| 21         | DEF        | Lilian Thuram        |     |
| 2          | DEF        | Ciro Ferrara         |     |
| 5          | DEF        | Igor Tudor           | 42' |
| 4          | DEF        | Paolo Montero        |     |
| 16         | MED        | Mauro Camoranesi     | 46' |
| 3          | MED        | Alessio Tacchinardi  |     |
| 26         | MED        | Edgar Davids         | 65' |
| 19         | MED        | Gianluca Zambrotta   |     |
| 17         | DEL        | David Trezeguet      |     |
| 10         | DEL        | Alessandro Del Piero |     |
| Entrenador | Entrenador | Marcello Lippi       |     |

| 12         | POR        | Dida                  |     |
| 19         | DEF        | Alessandro Costacurta | 66' |
| 13         | DEF        | Alessandro Nesta      |     |
| 3          | DEF        | Paolo Maldini         |     |
| 4          | DEF        | Kakha Kaladze         |     |
| 8          | MED        | Gennaro Gattuso       |     |
| 21         | MED        | Andrea Pirlo          | 71' |
| 20         | MED        | Clarence Seedorf      |     |
| 10         | MED        | Rui Costa             | 87' |
| 7          | DEL        | Andriy Shevchenko     |     |
| 9          | DEL        | Filippo Inzaghi       |     |
| Entrenador | Entrenador | Carlo Ancelotti       |     |

| 15 | DEF | Alessandro Birindelli | 42' |
| 8  | MED | Antonio Conte         | 46' |
| 25 | DEL | Marcelo Zalayeta      | 65' |

| 25 | DEF | Roque Júnior      | 66' |
| 27 | MED | Serginho          | 71' |
| 23 | MED | Massimo Ambrosini | 87' |

| David Trezeguet       | Fallo de penal   | 0:0 |                  |                   |
|                       |                  | 0:1 | Acierto de penal | Serginho          |
| Alessandro Birindelli | Acierto de penal | 1:1 |                  |                   |
|                       |                  | 1:1 | Fallo de penal   | Clarence Seedorf  |
| Marcelo Zalayeta      | Fallo de penal   | 1:1 |                  |                   |
|                       |                  | 1:1 | Fallo de penal   | Kakha Kaladze     |
|                       |                  |     |                  |                   |
| Paolo Montero         | Fallo de penal   | 1:1 |                  |                   |
|                       |                  | 1:2 | Acierto de penal | Alessandro Nesta  |
| Alessandro Del Piero  | Acierto de penal | 2:2 |                  |                   |
|                       |                  | 2:3 | Acierto de penal | Andriy Shevchenko |

| Amonestado | 68'  | Alessandro Birindelli |
| Amonestado | 111' | Alessandro Del Piero  |

| Amonestado | 18' | Alessandro Costacurta |

| Reporte             | Partido Archivado el 15 de febrero de 2018 en Wayback Machine. |
| Árbitro             | Markus Merk                                                    |
| Árbitros asistentes | Christian Schräer                                              |
| Árbitros asistentes | Heiner Müller                                                  |
| Cuarto árbitro      | Wolfgang Stark                                                 |

|                                |
| Bandera de Italia              |
| Campeón A. C. Milan 6.º título |

## Rendimiento general
| Pos. | Equipo              | Pts. | PJ | G  | E | P | GF | GC | Dif. | Rend.  |
| ---- | ------------------- | ---- | -- | -- | - | - | -- | -- | ---- | ------ |
| 1    | Milan               | 31   | 17 | 9  | 4 | 4 | 21 | 14 | +7   | 60.78% |
| 2    | Juventus            | 28   | 17 | 8  | 4 | 5 | 30 | 19 | +11  | 54.9%  |
|      |                     |      |    |    |   |   |    |    |      |        |
| 3    | Inter de Milán      | 27   | 16 | 7  | 6 | 3 | 26 | 19 | +7   | 56.25% |
| 4    | Real Madrid         | 26   | 16 | 7  | 5 | 4 | 33 | 22 | +11  | 54.17% |
|      |                     |      |    |    |   |   |    |    |      |        |
| 5    | Barcelona           | 35   | 14 | 11 | 2 | 1 | 27 | 9  | +18  | 83.33% |
| 6    | Manchester United   | 31   | 14 | 10 | 1 | 3 | 32 | 19 | +13  | 73.81% |
| 7    | Valencia            | 28   | 14 | 8  | 4 | 2 | 24 | 12 | +12  | 66.67% |
| 8    | Ajax                | 17   | 14 | 3  | 8 | 3 | 14 | 13 | +1   | 40.48% |
|      |                     |      |    |    |   |   |    |    |      |        |
| 9    | Borussia Dortmund   | 20   | 12 | 6  | 2 | 4 | 16 | 12 | +4   | 55.56% |
| 10   | Deportivo La Coruña | 19   | 12 | 6  | 1 | 5 | 18 | 20 | −2   | 52.78% |
| 11   | Arsenal             | 17   | 12 | 4  | 5 | 3 | 15 | 9  | +6   | 47.22% |
| 12   | Basilea             | 16   | 12 | 4  | 4 | 4 | 17 | 22 | -5   | 44.44% |
| 13   | Newcastle United    | 16   | 12 | 5  | 1 | 6 | 16 | 21 | −5   | 44.44% |
| 14   | Roma                | 14   | 12 | 3  | 5 | 4 | 10 | 12 | −2   | 38.89% |
| 15   | Bayer Leverkusen    | 9    | 12 | 3  | 0 | 9 | 14 | 26 | -12  | 25%    |
| 16   | Lokomotiv Moscú     | 8    | 12 | 2  | 2 | 8 | 8  | 17 | −9   | 22.22% |
|      |                     |      |    |    |   |   |    |    |      |        |
| 17   | Liverpool           | 8    | 6  | 2  | 2 | 2 | 12 | 8  | +4   | 44.44% |
| 18   | Olympique de Lyon   | 8    | 6  | 2  | 2 | 2 | 12 | 9  | +3   | 44.44% |
| 19   | Lens                | 8    | 6  | 2  | 2 | 2 | 11 | 11 | 0    | 44.44% |
| 20   | Maccabi Haifa       | 7    | 6  | 2  | 1 | 3 | 12 | 12 | 0    | 38.89% |
| 21   | Dinamo de Kiev      | 7    | 6  | 2  | 1 | 3 | 6  | 9  | −3   | 38.89% |
| 22   | Auxerre             | 7    | 6  | 2  | 1 | 3 | 4  | 7  | −3   | 38.89% |
| 23   | AEK Atenas          | 6    | 6  | 0  | 6 | 0 | 7  | 7  | 0    | 33.33% |
| 24   | PSV Eindhoven       | 6    | 6  | 1  | 3 | 2 | 5  | 8  | −3   | 33.33% |
| 25   | Brujas              | 5    | 6  | 1  | 2 | 3 | 5  | 7  | −2   | 27.78% |
| 26   | Feyenoord           | 5    | 6  | 1  | 2 | 3 | 4  | 8  | −4   | 27.78% |
| 27   | Galatasaray         | 4    | 6  | 1  | 1 | 4 | 5  | 10 | −5   | 22.22% |
| 28   | Olympiacos          | 4    | 6  | 1  | 1 | 4 | 11 | 17 | −6   | 22.22% |
| 29   | Genk                | 4    | 6  | 0  | 4 | 2 | 2  | 9  | −7   | 22.22% |
| 30   | Rosenborg           | 4    | 6  | 0  | 4 | 2 | 4  | 12 | −8   | 22.22% |
| 31   | Bayern Múnich       | 2    | 6  | 0  | 2 | 4 | 9  | 13 | −4   | 11.11% |
| 32   | Spartak de Moscú    | 0    | 6  | 0  | 0 | 6 | 1  | 18 | −17  | 0%     |

## Máximos goleadores
| Jugador             | Equipo                 | Goles |
| ------------------- | ---------------------- | ----- |
| Ruud van Nistelrooy | Manchester United      | 12    |
| Filippo Inzaghi     | Milan                  | 10    |
| Hernán Crespo       | Internazionale         | 9     |
| Raúl González       | Real Madrid            | 9     |
| Roy Makaay          | Deportivo de La Coruña | 9     |
| Jan Koller          | Borussia Dortmund      | 8     |
| Thierry Henry       | Arsenal                | 7     |
| Javier Saviola      | Barcelona              | 7     |
| Ronaldo             | Real Madrid            | 6     |
| Alan Shearer        | Newcastle United       | 6     |

- La UEFA sólo considera los goles marcados a partir de la fase de grupos, no los de las rondas clasificatorias.

## Jugadores premiados por la UEFA
| Jugadores premiados  | Jugadores premiados                     |
| -------------------- | --------------------------------------- |
| Mejor jugador        | Gianluigi Buffon (Juventus)             |
| Mejor portero        | Gianluigi Buffon (Juventus)             |
| Mejor defensa        | Roberto Carlos (Real Madrid)            |
| Mejor centrocampista | Pavel Nedvěd (Juventus)                 |
| Mejor delantero      | Ruud van Nistelrooy (Manchester United) |